# Kiss (álbum de L'Arc~en~Ciel)
Kiss es el undécimo álbum lanzado por L'Arc-en-Ciel el 21 de noviembre de 2007. El álbum alcanzó el puesto #1 en la lista de álbumes de Oricon.

## CD
| No. | Título                     | Letra    | Música   | Duración |
| --- | -------------------------- | -------- | -------- | -------- |
| 1.  | Seventh Heaven             | Hyde     | Hyde     | 5:01     |
| 2.  | Pretty Girl                | Ken      | Ken      | 3:17     |
| 3.  | My Heart Draws a Dream     | Hyde     | Ken      | 4:16     |
| 4.  | Sunadokei (砂時計)         | Tetsu    | Tetsu    | 4:35     |
| 5.  | Spiral                     | Yukihiro | Yukihiro | 4:01     |
| 6.  | Alone en la Vida           | Hyde     | Ken      | 5:12     |
| 7.  | Daybreak's Bell            | Hyde     | Ken      | 4:11     |
| 8.  | Umibe (海辺)               | Hyde     | Tetsu    | 4:33     |
| 9.  | The Black Rose             | Hyde     | Hyde     | 3:38     |
| 10. | Link -Kiss Mix-            | Hyde     | Tetsu    | 4:46     |
| 11. | Yuki no Ashiato (雪の足跡) | Hyde     | Ken      | 4:47     |
| 12. | Hurry Xmas                 | Hyde     | Hyde     | 4:49     |